# الخطيب الإسكافي
أبو عبد الله محمد بن عبد الله الأصبهاني يعرف بالخطيب الإسكافي (ت: 420 هـ - 1029م) عالم من كبار علماء الأدب واللغة في عصره، من أهل أصبهان. كان إسكافيًا، ثم خطيبًا بالري من هذه جاء اسمه الخطيب الإسكافي. من أشهر كتبه كتاب التفسير درة التنزيل وغرة التأويل.

## كتبه
- مبادئ اللغة: وهو معجم مأخوذ من العين للخليل بن أحمد الفراهيدي ونوادر ابن الأعرابي وحروف أبي عمرو الشيباني ومصنف أبي عبيد وجمهرة ابن دريد.[3]
- نقد الشعر.
- درة التنزيل وغرة التأويل في الآيات المتشابهة في كتاب الله العزيز.
- غلط كتاب العين.
- الغرة في بعض ما يغلط به أهل الأدب.
- لطف التدبير في حيل الملوك في أمور السلطنة.

## أقوال العلماء عنه
- قال صلاح الدين الصفدي: «أبو عبد الله اللغوي صاحب التصانيف أحد أصحاب الصاحب ابن عباد».[4]
- قال ابن عباد: «وفاز بالعلم من أهل أصبهان ثلاثة: حائك، وحلاج، وإسكاف، فالحائك أبو علي المرزوقي، والحلاج أبو منصور ماشدة، والإسكاف أبو عبد الله الخطيب».[5]
- قال خير الدين الزركلي: «عالم بالأدب واللغة، من أهل أصبهان. كان إسكافا، ثم خطيبا بالري».[6]